# Becample cellanegre
El becample cellanegre (Serilophus lunatus) és una espècie d'ocell de la família dels eurilàimids (Eurylaimidae) i única espècie del gènere  Serilophus . Habita boscos i zones amb bambú de l'extrem oriental de l'Índia, Bangladesh, nord de Myanmar, sud de la Xina, Hainan, Sud-est asiàtic i Sumatra. Habita els boscos de terra baixa humida subtropical o tropical i els boscos de muntanya humida subtropical o tropical. L'espècie ha disminuït una mica a causa de la pèrdua d'hàbitat, però no es considera que estigui amenaçada d'extinció.

## Descripció
El becample cellanegre és un ocell de mida mitjana, de 16 a 17 cm de llarg i un pes de 25 a 35 g. El plomatge del cap és de color rovellat amb un front gris cendra i un ample supercili (banda) negre sobre l'ull que caracteritza a l'espècie. El pit i el ventre són blancs i l'esquena i les cobertores alars superiors són de color vermellós brillant. Les plomes primàries són de colors cridaners blau i negre i la cua és negra. Hi ha un xic de dimorfisme sexual al plomatge, així la femella té una estreta banda platejada al pit. Els ocells joves s'assemblen als adults però amb ales i cues més curtes i un plomatge una mica més fosc en general. També hi ha algunes variacions entre les diferents subespècies.

## Alimentació
El bec ample cellanegre menja invertebrats, principalment insectes: saltamartins, mantis, erugues, larves i petits caragols terrestres. Aquests insectes es cacen al vol des de les branques o arreplegant-los de les branques i el fullatge.

## Hàbitat
Ocupa diversos hàbitats forestals. Viu en boscos tropicals i semitropicals, així com boscos semideducius i boscos dominats per pi, roure i bambú. Pot trobar-se també en boscos tallats selectivament i fins i tot entrar en terres agrícoles i jardins. Es presenta en un rang d'elevacions segons la seva distribució; entre 800–2.000 m a Sumatra, o a 300–700 m a la Xina.